# ديفيد مان
ديفيد مان (بالإنجليزية: David Mann)‏ هو ممثل أمريكي، ولد في 7 أغسطس 1966 في الولايات المتحدة.

## أعمال

### أفلام
- (2009) ماديا ذهبت إلى السجن

## وصلات خارجية
- ديفيد مان على موقع IMDb (الإنجليزية)
- ديفيد مان على موقع ميوزك برينز (الإنجليزية)
- ديفيد مان على موقع قاعدة بيانات الفيلم (الإنجليزية)